# インフィニティ・M
インフィニティ・Mは、日産自動車の高級車ブランドであるインフィニティ向けに製造・販売していた自動車である。

## 歴代モデル

### 初代 (1990年-1992年)
1990年に、インフィニティの最初の販売車としてQ45とともに販売が開始された、インフィニティ初の2ドアクーペである。レパード（F31型）の姉妹車であり、VG30Eエンジンのみを搭載。1991年からASC社（American Specialty Cars）と共同で開発したコンバーチブルモデルも追加した。1992年に販売を終了し、同じくレパード（レパードJフェリー）と姉妹車のJ30が後継に当たる。ただしJ30はM30と異なり、セダンで、クーペやコンバーチブルモデルは設定されなかった。
M30は、レパードとは異なり、サンルーフが全車標準装備されるなど装備が充実していたためメーカーオプションが存在せず、また、スポーティーモデルの「M30s」や、コンバーチブルを含めてトランスミッションはRE4R01A型電子制御4速ATのみであったため、販売は不振に終わり、最も売れなかったインフィニティのモデルとされている。
また、当時マキシマに装備されていた、ソナーサスペンションIIも装備され、フロントバンパーに取り付けられたソナーモジュールによって路面をスキャンし、サスペンションが調節された。また、それによってスポーツモードとコンフォートモードが選択できた。
生産は日産自動車追浜工場。

### 2代目 (2003年-2005年)
2002年3月に第102回ニューヨーク国際オートショーに出品され、2003年に発売が開始された。
およそ10年ぶりにMの名前が復活したM45は、I30/I35の後継車として、初代とは大きくコンセプトを変え、Y34型セドリック/グロリアをベースにシーマに搭載されるVK45DEエンジンを搭載したセダンである。なお、VK45DEを搭載したのは、既にQ45に搭載されていたエンジンであったためコストが削減できることと、営業上、レクサス・GSを上回る動力性能とする必要があったためである。
エクステリアデザインはY34型グロリア（後期型）とほぼ同一で、バンパーが大型化（5マイルバンパーとなり、構造も異なる）した程度であるが、インテリアデザインは、3代目Q45と同じテイストに変更された。しかし、他社の同クラスと比べ地味な印象となり、北米市場では不評であったため、販売は不振に終わった。
生産拠点はM30の追浜工場から日産自動車栃木工場に移管され、M35/45もここで生産される。

### 3代目 (2005年-2010年)
2005年5月、フルモデルチェンジ。2代目M45の後継車であったセドリックとグロリアの後継車に当たるY50型フーガをベースにしたセダンである。フーガとの違いとして、2,500cc車が設定されていないことが挙げられる。Q45の購入層も巻き込んだため、Q45の販売を終了するまでに至らせた。
V8エンジンモデルは、2005年8月に日本でデビューした。ただしXV系のグレードには搭載されず、GT系のみである。また、M45にはスポーティ・パッケージのM45スポーツも用意されており、こちらはフロントライトにブラックアウト処理が施され、19インチホイール、スポーツチューンドサスペンション、リアアクティブステアなどが装備されている。なお、2008年モデル以降はスポーツパッケージとしてM35/M45に設定される。
アメリカのコンシューマーレポートやポピュラー・メカニックス誌、テレビ番組のモーター・ウィークなどでは高級セダン部門で、レクサス、BMW、メルセデス・ベンツなどの競合他ブランドを抑えて最高評価を得るなど、非常に高く評価されている。
2007年8月、マイナーチェンジが行われ、2008年モデルとなる。フロント・リアのデザインが一新され、同時に日本仕様にはないVK45DE搭載モデルの四輪駆動車である「M45x」が設定された。
2008年9月、一部改良で2009年モデルとなる。3.5L車に新型のVQ35HR型エンジンが搭載される。
中国ではフーガが風雅 (FUGA) という名称で輸出され、日産ブランドで販売されていたが、2007年にインフィニティ・ブランドに移管された。但しM35のみ導入となった。

### 4代目 (2010年-2014年)
2009年8月14日（日本時間8月15日）、カリフォルニア州で開催されたペブルビーチ・コンクール・デレガンスにおいて新型Mのティーザースケッチが初公開され、2010年3月18日に北米市場で販売開始。続いて韓国市場でも5月に発売を開始した。エンジンは日本仕様車のY51型フーガにも搭載されるV6 3.7L VQ37VHR型と新開発のV8 5.6L VK56VD型直噴VVELエンジンが搭載される。エンジンはV6、V8共に先代モデルよりも大排気量化され、出力は向上しているが、燃費性能も向上している。なお、3.7Lエンジン搭載車、5.6Lエンジン搭載車ともにFR車と4WD車の両方が用意され、車名はそれぞれ「M37x」、「M56x」となる。
また、このモデルから後輪駆動車のみではあるが、欧州での販売も開始され、合計32市場において発売される予定である。なお、欧州仕様にはV8エンジン搭載車の代わりに、フランスのルノークレオン工場で製造されるV6 3.0L V9X型ディーゼルエンジンを搭載した「M30d」が用意され、2010年10月に発売された。尚、この「M30d」は2012年には韓国市場でも発売を開始している。
2012年4月には北京モーターショーにおいて、ハイブリッド仕様「M35h」のロングホイールベース仕様である「M35hL」が発表された（LはLongを意味する）。これは同月25日に日本で発表された5代目シーマのインフィニティ版に相当する。
インフィニティが発表した2014年モデル以降の全ラインアップに対する新ネーミング戦略によって、「インフィニティ・M」から「インフィニティ・Q70」へと車名が変更された。